# Colletes algarobiae
Colletes algarobiae là một loài Hymenoptera trong họ Colletidae. Loài này được Cockerell mô tả khoa học năm 1900.